# 卡什加語
卡什加語，是在伊朗法爾斯省生活的游牧民族卡什加人的語言，屬突厥語族烏古斯語支，有150万人持此語言。
該語與阿塞拜疆语關係密切，有時被視為阿塞拜疆语的方言。
該語言用波斯文書寫。